# Challenger Bolivia 2023 - Doppio
Il doppio del torneo di tennis professionistico Challenger Bolivia 2023, facente parte della categoria Challenger 75 nell'ambito dell'ATP Challenger Tour 2023, si è giocato dall'11 al 17 settembre a Santa Cruz de la Sierra, in Bolivia.
Tra le sedici coppie di giocatori erano assenti Jesper de Jong e Bart Stevens, i detentori del titolo.
In finale Boris Arias e Federico Zeballos hanno sconfitto Matías Soto e Gonzalo Villanueva con il punteggio di 6–2, 4–6, [10–7].

## Teste di serie
1. Boris Arias /  Federico Zeballos (campioni)
2. Fernando Romboli /  Marcelo Zormann (quarti di finale)

1. Orlando Luz /  João Lucas Reis da Silva (semifinale)
2. Pedro Boscardin Dias /  Gustavo Heide (semifinale, ritirati)

## Wildcard
1. Juan Carlos Prado Ángelo /  Daniel Vallejo (primo turno)

1. Esteban Dávila /  Facundo Mena (primo turno)

## Alternate
1. Juan Sebastián Gómez /  Jorge Panta (primo turno)

## Tabellone

### Legenda
| - Q = Qualificato - WC = Wild card - LL = Lucky loser | - ALT = Alternate - SE = Special Exempt - PR = Protected Ranking | - w/o = Walkover - r = Ritirato - d = Squalificato |

|  | Primo turno | Primo turno                          | Primo turno                          | Primo turno | Primo turno |  |  | Quarti di finale | Quarti di finale         | Quarti di finale         | Quarti di finale         | Quarti di finale    |                     |     | Semifinali | Semifinali                    | Semifinali               | Semifinali                     | Semifinali |   |     | Finale | Finale | Finale | Finale | Finale |  |
|  |             |                                      |                                      |             |             |  |  |                  |                          |                          |                          |                     |                     |     |            |                               |                          |                                |            |   |     |        |        |        |        |        |  |
|  | 1           | B Arias F Zeballos                   | B Arias F Zeballos                   | 6           | 6           |  |  |                  |                          |                          |                          |                     |                     |     |            |                               |                          |                                |            |   |     |        |        |        |        |        |  |
|  |             | A Barrena C Ugo Carabelli            | A Barrena C Ugo Carabelli            | 3           | 0           |  |  | 1                | B Arias F Zeballos       | B Arias F Zeballos       | B Arias F Zeballos       | w/o                 |                     |     |            |                               |                          |                                |            |   |     |        |        |        |        |        |  |
|  |             | H Dellien M Dellien                  | 4                                    | 6           | [10]        |  |  |                  | H Dellien M Dellien      | H Dellien M Dellien      | H Dellien M Dellien      |                     |                     |     |            |                               |                          |                                |            |   |     |        |        |        |        |        |  |
|  |             | A Collarini R Olivo                  | 6                                    | 2           | [1]         |  |  |                  |                          |                          |                          |                     |                     |     | 1          | B Arias F Zeballos            | 64                       | 6                              | [10]       |   |     |        |        |        |        |        |  |
|  | 3           | O Luz JL Reis da Silva               | O Luz JL Reis da Silva               | 7           | 6           |  |  |                  |                          | 3                        | O Luz JL Reis da Silva   | 7                   | 3                   | [6] |            |                               |                          |                                |            |   |     |        |        |        |        |        |  |
|  | Alt         | JS Gómez J Panta                     | JS Gómez J Panta                     | 63          | 2           |  |  | 3                | O Luz JL Reis da Silva   | O Luz JL Reis da Silva   | 6                        | 7                   |                     |     |            |                               |                          |                                |            |   |     |        |        |        |        |        |  |
|  |             | M Alves E Ribeiro                    | M Alves E Ribeiro                    | 6           | 6           |  |  |                  | M Alves E Ribeiro        | M Alves E Ribeiro        | 3                        | 5                   |                     |     |            |                               |                          |                                |            |   |     |        |        |        |        |        |  |
|  |             | L Darderi M Navone                   | L Darderi M Navone                   | 3           | 2           |  |  |                  |                          |                          |                          |                     |                     |     | 1          | Boris Arias Federico Zeballos | 6                        | 4                              | [10]       |   |     |        |        |        |        |        |  |
|  |             | JM Cerúndolo TA Tirante              | JM Cerúndolo TA Tirante              | 7           | 6           |  |  |                  |                          |                          |                          |                     |                     |     |            |                               |                          | Matías Soto Gonzalo Villanueva | 2          | 6 | [7] |        |        |        |        |        |  |
|  |             | RA Burruchaga M Pucinelli de Almeida | RA Burruchaga M Pucinelli de Almeida | 60          | 3           |  |  |                  | JM Cerúndolo TA Tirante  | JM Cerúndolo TA Tirante  | JM Cerúndolo TA Tirante  |                     |                     |     |            |                               |                          |                                |            |   |     |        |        |        |        |        |  |
|  | WC          | JC Prado Ángelo AD Vallejo           | 6                                    | 5           | [3]         |  |  | 4                | P Boscardin Dias G Heide | P Boscardin Dias G Heide | P Boscardin Dias G Heide | w/o                 |                     |     |            |                               |                          |                                |            |   |     |        |        |        |        |        |  |
|  | 4           | P Boscardin Dias G Heide             | 3                                    | 7           | [10]        |  |  |                  |                          |                          |                          |                     |                     |     | 4          | P Boscardin Dias G Heide      | P Boscardin Dias G Heide | P Boscardin Dias G Heide       |            |   |     |        |        |        |        |        |  |
|  |             | T Boyer GA Olivieri                  | T Boyer GA Olivieri                  | 3           | 1           |  |  |                  |                          |                          | M Soto G Villanueva      | M Soto G Villanueva | M Soto G Villanueva | w/o |            |                               |                          |                                |            |   |     |        |        |        |        |        |  |
|  |             | M Soto G Villanueva                  | M Soto G Villanueva                  | 6           | 6           |  |  |                  | M Soto G Villanueva      | 6                        | 3                        | [10]                |                     |     |            |                               |                          |                                |            |   |     |        |        |        |        |        |  |
|  | WC          | E Dávila F Mena                      | E Dávila F Mena                      | 1           | 1           |  |  | 2                | F Romboli M Zormann      | 4                        | 6                        | [6]                 |                     |     |            |                               |                          |                                |            |   |     |        |        |        |        |        |  |
|  | 2           | F Romboli M Zormann                  | F Romboli M Zormann                  | 6           | 6           |  |  |                  |                          |                          |                          |                     |                     |     |            |                               |                          |                                |            |   |     |        |        |        |        |        |  |